# Твигг, Гэри
Гэри Майкл Нолан Твигг (англ. Gary Michael Nolan Twigg; род. 19 марта 1984, Глазго) — шотландский футбольный нападающий. Лучший футболист 2009 года в Ирландии.

## Карьера

### В клубах
С 2000 года Гэри входил в состав клуба Английской Премьер-лиги «Дерби Каунти». В 2001 году был удостоен награды «Сэмми Крукс Трофи», вручаемой лучшему молодому игроку клуба. Первый матч за первую команду провёл в последнем туре сезона 2001/02, выйдя на замену Полу Бортьену в ничего не решавшей для покинувших элиту «баранов» встрече с «Сандрлендом». В следующем сезоне восемь раз выходил на поле в играх Первого дивизиона, из них семь раз — со скамейки запасных.
Дважды «Дерби» отдавал Гэри в аренду. Первую часть сезона 2003/04 он провёл в Футбольной Конференции, выступая за «Бертон Альбион». В четырёх играх он забил один гол. С 14 марта и до конца сезона Твигг арендовался уже клубом Третьего дивизиона «Бристоль Роверс», где за восемь игр не смог поразить ворота соперников.
Более года Гэри не играл на профессиональном уровне, после чего летом 2005 года перешёл из «Дерби» в шотландский «Эйрдри Юнайтед». С новым клубом он провёл два сезона в Первом дивизионе шотландской Футбольной лиги. В декабре 2006 года его признали футболистом месяца в дивизионе после того, как он забил шесть голов в шести матчах. По итогам сезона 2006/07 «Эйрдри Юнайтед» был вынужден оспаривать своё место в Первом дивизионе в турнире плей-офф с тремя командами Второго дивизиона. В полуфинальном двухматчевом противостоянии гол Твигга среди помог его клубу пройти «Брихин Сити» (6:1), но его гол в гостевой игре финала против клуба «Стерлинг Альбион» команде уже не помог (4:5).
5 июля 2007 года Твигг вернулся в Конференцию, подписав двухлетний контракт с «Оксфорд Юнайтед». В первых трёх играх сезона он забил по голу, затем провёл две безголевые встречи в августе, после чего у него начались проблемы с лодыжкой, из-за чего на поле он смог вернуться только 30 сентября, а 6 октября в игре с «Дройлсденом» новая травма, требовавшая операции, выбила его из игры до 1 декабря. Проведя в декабре ещё 4 игры за «Оксфорд», новый год Гэри начал в Первом дивизионе Шотландии будучи игроком «Гамильтон Академикал». Команда одержала победу в турнире и вышла в Премьер-лигу, однако Твигг провёл за неё лишь четыре игры в январе.
Летом 2008 года игрок и клуб по обоюдному согласию расторгли контракт, после чего Гэри присоединлся к «Брихин Сити», игравшему во Втором дивизионе Шотландии. После 23 игр, в которых и было забито 12 мячей, в феврале 2009 года Твигг вслед за тренером «Брихина» Майклом О’Нилом перешёл в ирландский «Шемрок Роверс».
В первый же свой сезон в «Роверс» Гэри стал лучшим бомбардиром в чемпионате Ирландии с 24 голами, клуб занял второе место в таблице. Также по итогам сезона его признали игроком года в Ирландии, а болельщики «Шемрока» выбрали его лучшим игроком клуба. В чемпионате 2010 года Твиггу также не было равных в споре бомбардиров (20 голов), а его клуб выиграл турнир впервые за 16 лет. В финале Кубка Ирландии 2010 года Твигг не реализовал свой послематчевый пенальти, в итоге трофей достался «Слайго Роверс», однако «Шемрок» одержал победу в Кубке Сетанта Спортс 2011 года и выиграл чемпионат 2011 года, а шотландец с 15 голами вновь стал лучшим бомбардиром команды, но не лиги. В групповом турнире Лиги Европы 2011/12, куда клубы из Ирландии ранее не попадали, Гэри принял участие в 5 из 6 матчей, не забив ни разу.
По окончании сезона 2012 года стало известно, что с января 2013 года Твигг, вновь ставший лучшим бомбардиром минувшего чемпионата с 22 мячами, будет выступать за один из сильнейших клубов премьер-лиги Северной Ирландии — «Портадаун», с которым был заключён контракт на 3,5 года.
В новом для себя чемпионате Твигг дебютировал 5 января, забив единственный гол в домашней игре c «Донегал Селтик». 12 января во втором своём матче за клуб он уже оформил дубль в победной встрече 1/16 финала Кубка Северной Ирландии против «Дангэннон Свифтс» (2:1). Всего в том чемпионате Гэри отличился шесть раз, а команда финишировала седьмой.
18 июля Твигг сломал нос в предсезонной игре с «Тандарджи Роверс». По итогам сентября 2013 года он был признан лучшим игроком лиги по версии журналистов, забив в играх чемпионата 7 голов.
Весной 2016 года Твигг был близок к заключению контракта с «Баллименой Юнайтед», но, несмотря на предварительное соглашение, отказался от перехода в этот клуб. В апреле 2016 года Ирландская футбольная ассоциация постановила оштрафовать «Портадаун» на 5000 £ и лишить его права на трансферы до июня 2017 года за то, что клуб платил зарплату Гэри, хотя он был заявлен как любитель.
16 июля 2016 года Твигг заключил контракт по схеме «1+1» с другим клубом североирландского Премьершипа — «Колрейном».

### В сборных
Твигг выступал за юношескую (до 16 лет) сборную Шотландии.

## Личная жизнь
Отец двоих детей: сын Кайрен (2008), дочь Джорджия (2011). Его семья живёт в североирландской Баллимине и жила там, даже когда Гэри играл в Ирландии.

## Достижения

### Командные
Как игрока «Шемрок Роверс»:
- Чемпионат Ирландии:
  - Чемпион: 2010, 2011
  - Второе место: 2009
- Кубок Ирландии:
  - Финалист: 2010
- Кубок ирландской лиги по футболу
  - Финалист: 2012
- Кубок Сетанта Спортс:
  - Победитель: 2011

Как игрока «Портадауна»:
- Кубок Северной Ирландии:
  - Финалист: 2014/15

Как игрока «Колрейна»:
- Чемпионат Северной Ирландии:
  - Третье место: 2016/17

### Личные
Как игрока «Дерби Каунти»:
- Сэмми Крукс Трофи: 2001

Как игрока «Эйрдри Юнайтед»:
- Футбольная лига Шотландии:
  - Игрок месяца Футбольной лиги Шотландии: декабрь 2006

Как игрока «Шемрок Роверс»:
- Футболист года в Ирландии: 2009
- Чемпионат Ирландии:
  - Лучший бомбардир: 2009, 2010, 2012

Как игрока «Портадауна»:
- Чемпионат Северной Ирландии:
  - Игрок месяца по версии футбольных журналистов Северной Ирландии: сентябрь 2013